# Jabloko
Jabloko (russisch Яблоко), offiziell Russische Vereinte Demokratische Partei Jabloko (Росси́йская объединённая демократи́ческая па́ртия «Я́блоко» Rossijskaja objedinjonnaja demokratitscheskaja partija Jabloko), ist eine sozialliberale russische Partei. Von 1993 bis 2003 war sie in der russischen Staatsduma vertreten.
Jabloko bedeutet im Russischen „Apfel“; daher wird dieser oft als Symbol der Partei verwendet.

## Inhaltliches Profil
Die Partei tritt für Bürgerrechte, die Rechte von Frauen, Alten und Minderheiten ein. Sie vertritt ökologische und unternehmerfreundliche Positionen.
Durch ihre politischen Ziele definiert sich Jabloko als sozialliberale Partei:
- Steuerreform
- Entbürokratisierung
- freier Wettbewerb mit Schutz für Unternehmer
- neues Rentensystem
- aktive Sozialpolitik
- Antikommunismus

Einen großen Stellenwert in der Politik von Jabloko hat die Opposition gegen die Regierung des russischen Präsidenten Wladimir Putin.

## Organisation

### Entscheidungsgremien
Höchstes Organ bei Jabloko ist der Parteitag, die laufende Vorstandsarbeit zwischen den Parteitagen führt der Zentralrat der Partei aus, der vom Parteivorsitzenden geleitet wird. Als weiteres Organ funktioniert seit 2008 das Politische Komitee, das Grundsatzpositionen der Partei erarbeitet und den Parteichef suspendieren kann.

### Fraktionen
Innerhalb der Partei gibt es verschiedene Fraktionen seit 2006:
- Frauenfraktion (Genderfraktion)
- „Grünes Russland“,[3] ökologische Fraktion, aus dem Bund der Grünen Russlands hervorgegangen, assoziiertes Mitglied bei den Europäischen Grünen[4]
- Jugendfraktion
- Soldatenmütter
- Sozialdemokratische Fraktion
- Unternehmerfraktion
- „Ältere Generation“
- LGBT-Fraktion wird vorbereitet.

Für die Gründung einer Fraktion sind mindestens 300 Mitglieder erforderlich.

### Regionen
Die Partei ist in etwa zwei Drittel der Regionen Russlands mit örtlichen Organisationen vertreten.
In der Republik Karelien gab es einige Abgeordnete im Parlament (Grigori Jawlinski, Emilia Slabunowa). Galina Schirschina war Bürgermeisterin von Petrosawodsk (2013–2015).
In Sankt Petersburg wurden ebenfalls gute Wahlergebnisse erzielt. Seit dem 8. September 2019 ist Jabloko mit vier Abgeordneten in der Moskauer Stadtduma vertreten, was nicht zuletzt auf die Unterstützung durch den prominenten Oppositionspolitiker Alexei Nawalny und dessen Kampagne „Intelligentes Wählen“ zurückzuführen ist, was von Jabloko selbst jedoch teilweise bestritten wurde.

## Geschichte der Partei
Jabloko konstituierte sich 1993 als Wählervereinigung und wurde am 5. Januar 1995 zu einer regulären Partei. Sie vertritt ein gemäßigt liberales, teilweise sozialliberales Programm. Der Name bedeutet wörtlich Apfel (яблоко), er ist aber aus der Abkürzung der Anfänge der Namen der Parteigründer Grigori Jawlinski, Juri Boldyrew und Wladimir Lukin entstanden.
Parteivorsitzender war 15 Jahre lang Grigori Jawlinski. Im Juni 2008 wurde er von Sergei Mitrochin abgelöst. Die Partei wurde unter anderem von Michail Chodorkowski bis zu dessen Verhaftung 2003 finanziell unterstützt.
Nach den Dumawahlen 2011 kündigte die Partei die Kandidatur von
Grigori Jawlinski zu den Präsidentschaftswahlen 2012 an. Ihm wurde jedoch die Zulassung verweigert, weil nach Angaben der russischen Wahlleitung rund 25 % der zwei Millionen Unterstützerunterschriften gefälscht gewesen seien.
Im Dezember 2015 wurde die relativ unbekannte Emilia Slabunowa zur neuen Vorsitzenden der Partei gewählt. 2021 musste die Partei von niedrigem Niveau ausgehend bei der Wahl zur russischen Staatsduma weitere Verluste hinnehmend und erreichte nicht mehr die 1,5 % der abgegebenen Stimmen, die in Russland für eine Wahlkampfkostenerstattung nötig sind. Die Partei führt das auf Repressionen zurück, wollte sich in Zukunft jedoch auch von der Bewegung um den Oppositionellen Alexei Nawalny stärker abgrenzen, mit der es vor ihrem Verbot von einigen Parteifunktionären Kooperationen gegeben hatte.
Seit den Dumawahlen 2016
Bei den Dumawahlen 2016 erreichte die Partei nur noch 2 % der Stimmen und errang keine Mandate. Die Dumawahlen 2016 fanden erstmals mit einem gemischten System statt, bei dem sowohl die föderale Liste und regionalen Gruppen nach dem Proporzwahlrecht gewählt werden (225 Sitze) als auch 225 Sitze nach dem Majorzprinzip in Einzelwahlkreisen verteilt werden. Jabloko war mit einer föderalen Liste und mit 331 Kandidaten für 64 regionale Listen angetreten.
Auf der föderalen Liste standen Grigori Jawlinski, Emilia Slabunowa, der ehemalige PARNAS-Vorsitzende Wladimir Ryschkow, der Journalist Lew Schlosberg, Sergei Mitrochin, Mark Geilikman, Nikolai Rybakow, der Regisseur Alexander Gnesdilow, die ehemalige Bürgermeisterin von Petrosawodsk, Galina Schirschina und Dmitri Gudkow. Auf regionalen Listen kandidierten unter anderen der bekannte Regisseur Alexander Sokurow in Sankt Petersburg und die Menschenrechtlerin und spätere Trägerin des Alternativen Nobelpreises Swetlana Gannuschkina in Tschetschenien.
Es gelang der Partei nicht, sich für die Wahlen mit anderen oppositionellen Parteien wie der PARNAS oder der Fortschrittspartei von Alexei Nawalny auf ein gemeinsames Wahlbündnis zu einigen.
Auf einem Kongress 2022 wurden Reformen für die Parteistruktur verabschiedet, zudem sollte eine Stellungnahme zum russischen Überfall auf die Ukraine erscheinen. Zahlreiche Mitglieder der Jabloko-Partei in den verschiedensten Regionen Russlands wurden festgenommen, da sie gegen den Krieg protestierten.
Am 3. März 2025 verließ Jabloko die Allianz der Liberalen und Demokraten für Europa, nachdem diese in Russland zur unerwünschten Organisation erklärt worden ist. Jabloko begründete den Schritt damit, dass „die Position vom ALDE zum russisch-ukrainischen Konflikt auf dessen weitere Eskalation abzielt, indem sie die Fortsetzung der Feindseligkeiten unterstützt und den Einsatz der tödlichsten modernen Waffen ausweitet, um einen unerreichbaren Sieg zu erreichen, der unzählige Opfer fordert“.

## Ergebnisse bei den Wahlen zur Duma seit 1993
| Jahr | Stimmenanteil | Sitze | Bemerkungen                                                               |
| ---- | ------------- | ----- | ------------------------------------------------------------------------- |
| 1993 | ▲ 7,9 %       | 27    | erste Dumawahl im postsowjetischen Russland                               |
| 1995 | ▼ 6,9 %       | 45    |                                                                           |
| 1999 | ▼ 6,0 %       | 20    |                                                                           |
| 2003 | ▼ 4,3 %       | 04    | an der Fünfprozenthürde gescheitert, aber vier direkt gewählte Kandidaten |
| 2007 | ▼ 1,6 %       | 0     | die Direktwahl von Kandidaten wurde im Vorfeld der Wahl abgeschafft       |
| 2011 | ▲ 3,4 %       | 0     |                                                                           |
| 2016 | ▼ 2,0 %       | 0     |                                                                           |
| 2021 | ▼ 1,3 %       | 0     |                                                                           |

## Prominente Mitglieder
- Grigori Jawlinski (Vorsitzender von 1995 bis 2008)
- Sergei Sergejewitsch Mitrochin (Vorsitzender von 2008 bis 2015)
- Juri Schtschekotschichin, Journalist der Nowaja gaseta
- Sergei Kowaljow (Bürgerrechtler)
- Wladimir Petrowitsch Lukin (Mitbegründer)
- Juri Boldyrew (Mitbegründer)
- Igor Artemjew (Abgeordneter, Vizegouverneur von Sankt Petersburg)
- Lew Schlosberg (ehemaliger Abgeordneter des Regionalparlaments von Pskow, Journalist)
- Galina Chowanskaja (Vizevorsitzende bis 2007 und Duma-Abgeordnete)